# FinishLynx
FinishLynx is het meest gebruikte fotofinishsysteem ter wereld, ontwikkeld door Lynx System Developers. Het systeem met een of meer hogesnelheidscamera's wordt onder meer gebruikt in de atletiek, wielrennen, roeien, kanoën, paardenraces en schaatsen. Elk systeem bevat ten minste een computer die de gemaakte beelden weer kan geven op een monitor, EtherLynx® 2000 software en minimaal 1 EtherLynx® 2000 camera. Het systeem is volledig modulair, wat wil zeggen dat het systeem bestaat afzonderlijke onderdelen die met elkaar samenwerken. Hierdoor kan elk onderdeel verbeterd worden indien nodig zonder dat aanpassing van een ander onderdeel nodig is.
De camera die in het systeem verwerkt zit, neemt razendsnel achter elkaar foto's van een klein gebied rond de finishlijn. Deze worden softwarematig dakpansgewijs aan elkaar bevestigd, waardoor een beeld ontstaat van een finishende atleet. Aan de hand van deze beelden kan het moment worden bepaald waarop deze de streep gepasseerd en dus ook de bijbehorende tijd.

## Camera's
Er zijn verschillende cameratypes verkrijgbaar binnen het FinishLynx systeem:
| Kleur                          | Non-Timing                                        | Timing                                            | Non-Timing                                     | Timing                                         | Enhanced High Resolution                                |
| ------------------------------ | ------------------------------------------------- | ------------------------------------------------- | ---------------------------------------------- | ---------------------------------------------- | ------------------------------------------------------- |
| Monochrome Cameras (256 grays) | Standard Resolution (1000 lines/sec @ 500 pixels) | Standard Resolution (1000 lines/sec @ 500 pixels) | High Resolution (2000 lines/sec @ 1000 pixels) | High Resolution (2000 lines/sec @ 1000 pixels) |                                                         |
| Color Cameras (32K colors)     | Standard Resolution (1000 lines/sec @ 500 pixels) | Standard Resolution (1000 lines/sec @ 500 pixels) | High Resolution (2000 lines/sec @ 1000 pixels) | High Resolution (2000 lines/sec @ 1000 pixels) | Enhanced High Resolution (2000 lines/sec @ 1728 pixels) |

## Specificaties
- Beeldformaat: 200x1000 pixels (1728 met Enhanced High Resolution camera)
- Beelden per seconde: 100 tot 2000/sec.
- Maximale tijdresolutie: 5/10000e sec.
- Maximaal aantal pixels per seconde: 2 megapixels/sec
- Afbeeldingstype: 256 grijstinten of 32.000 kleuren
- Sluitercontrole: Handmatig of automatisch
- Standard lensmontage: C-mount
- Optionele lensmontage:

1. F-mount
2. F-mount met Reflex Viewer
3. F-mount met Remote Iris Control

- Standaard filter: Infrarood Cut (verwijderbaar)
- Normale belichting: 150 lux @ 1000 lines/sec
- Computer Interface: Ethernet
- Verbinding met computer:

1. Cat5 (10BASE-T)
2. RG-59 (10BASE2)
3. Fiber (10BASE-FL)

- Maximale afstand tot computer: 2000m (Fiber)
- Controle op afstand: Zoom, Focus, Iris, Pan, Tilt, Swivel
- Gewicht (zonder lens): 2.3kg
- Afmetingen (zonder lens): 16.5x10x20cm
- Koeling: Lucht
- Gebruikstemperatuur: 0 to 50° C
- Opslagtemperatuur: -25 to 80° C
- Keurmerken: FCC / CE
- Externe stroombron: 90-264 VAC, 47-63Hz